# Horia-Radu Pascu
Horia-Radu Pascu (n. 11 noiembrie 1920, Pitești) este un fost deputat român în legislaturile 1990-1992 și 1992-1996, ales în municipiul București pe listele partidului PNL. Horia-Radu Pascu este de profesie medic. 